# Hesperocosa unica
Hesperocosa unica là một loài nhện trong họ Lycosidae. Chúng được Willis J. Gertsch & Alfred Russel Wallace miêu tả năm 1935 và thường được tìm thấy ở Mỹ.